# John C. Reilly
John Christopher Reilly (Chicago, 24 maggio 1965) è un attore statunitense.
Tra i suoi ruoli più famosi ci sono quello in Fratellastri a 40 anni a fianco di Will Ferrell, in Carnage di Roman Polanski e in vari film di Paul Thomas Anderson.

## Biografia
Reilly nasce a Chicago, nell'Illinois, il 24 maggio del 1965 da padre d'origini irlandesi e scozzesi e da madre d'origini lituane. Quinto di sei figli, cresce presso l'area comunitaria cittadina del Lawn (chiamata anche Marquette Park, dal parco su cui l'area è costeggiata), venendo educato in famiglia come cattolico. Diplomatosi presso il Brother Rice High School, la sua passione per la recitazione lo spinge a frequentare la Theatre School dell'Università DePaul. Inizia dunque a muovere i primi passi della sua carriera a teatro, cimentandosi anche come drammaturgo; proprio l'interpretazione resa in una sua stessa opera, Walking the Boogie, lo fa notare dal regista Brian De Palma, che lo fa dunque debuttare al cinema con un ruolo secondario nel suo Vittime di guerra del 1989. Nel 1995 recita nel film Georgia con Jennifer Jason Leigh.
Inizia a collaborare con alcuni grandi registi statunitensi, e si avvicina al cinema indipendente grazie alla conoscenza con Paul Thomas Anderson. Dopo alcuni anni di abbandono dell'attività teatrale, si ripresenta nel 2000, interpretando il ruolo protagonista in True West di Sam Shepard, che gli varrà la candidatura ad un Tony Awards. Nel 2003 viene candidato al Premio Oscar nella categoria miglior attore non protagonista per la sua interpretazione del marito tradito Amos Hart nel musical Chicago di Rob Marshall, per il quale otterrà anche una nomination per un Grammy Award.
Nel 2011 recita nel film Carnage di Roman Polański, nel 2012 presta la voce al protagonista del film d'animazione Ralph Spaccatutto di Rich Moore e nel 2015 è tra i protagonisti di The Lobster. Nel 2018 ridà vita al personaggio di Ollio, interpretandolo nel film Stanlio & Ollio.

### Vita privata
Sul set di Vittime di guerra (1989) ha conosciuto la produttrice cinematografica Alison Dickey, che ha sposato nel 1992 e da cui ha avuto due figli, tra cui Leo Reilly.

## Filmografia

### Attore

#### Cinema
- Vittime di guerra (Casualties of War), regia di Brian De Palma (1989)
- Non siamo angeli (We're No Angels), regia di Neil Jordan (1989)
- Giorni di tuono (Days of Thunder), regia di Tony Scott (1990)
- Stato di grazia (State of Grace), regia di Phil Joanou (1990)
- Ombre e nebbia (Shadows and Fog), regia di Woody Allen (1991)
- Hoffa - Santo o mafioso? (Hoffa), regia di Danny DeVito (1992)
- Ma capita tutto a me? (Out on a Limb), regia di Francis Veber (1992)
- Buon compleanno Mr. Grape (What's Eating Gilbert Grape?), regia di Lasse Hallström (1993)
- The River Wild - Il fiume della paura (The River Wild), regia di Curtis Hanson (1994)
- L'ultima eclissi (Dolores Claiborne), regia di Taylor Hackford (1995)
- Georgia, regia di Ulu Grosbard (1995)
- Sydney (Hard Eight), regia di Paul Thomas Anderson (1996)
- Boys, regia di Stacy Cochran (1996)
- Nightwatch - Il guardiano di notte (Nightwatch), regia di Ole Bornedal (1997)
- Boogie Nights - L'altra Hollywood (Boogie Nights), regia di Paul Thomas Anderson (1997)
- Hellcab - Un inferno di taxi (Chicago Cab), regia di Mary Cybulski e John Tintori (1998)
- La sottile linea rossa (The Thin Red Line), regia di Terrence Malick (1998)
- Mai stata baciata (Never Been Kissed), regia di Raja Gosnell (1999)
- Patto con la morte (The Settlement), regia di Mark Steilen (1999)
- Gioco d'amore (For Love of the Game), regia di Sam Raimi (1999)
- Magnolia, regia di Paul Thomas Anderson (1999)
- La tempesta perfetta (The Perfect Storm), regia di Wolfgang Petersen (2000)
- Anniversary Party (The Anniversary Party), regia di Alan Cumming e Jennifer Jason Leigh (2001)
- The Good Girl, regia di Miguel Arteta (2002)
- Gangs of New York, regia di Martin Scorsese (2002)
- Chicago, regia di Rob Marshall (2002)
- The Hours, regia di Stephen Daldry (2002)
- Terapia d'urto (Anger Management), regia di Peter Segal (2003) - cameo non accreditato
- Piggie, regia di Alison Bagnall (2003)
- Criminal, regia di Gregory Jacobs (2004)
- The Aviator, regia di Martin Scorsese (2004)
- Dark Water, regia di Walter Salles (2005)
- Radio America (A Prairie Home Companion), regia di Robert Altman (2006)
- Ricky Bobby - La storia di un uomo che sapeva contare fino a uno (Talladega Nights: The Ballad of Ricky Bobby), regia di Adam McKay (2006)
- Tenacious D e il destino del rock (Tenacious D in The Pick of Destiny), regia di Liam Lynch (2006) - cameo non accreditato
- Year of the Dog, regia di Mike White (2007)
- Walk Hard - La storia di Dewey Cox (Walk Hard: The Dewey Cox Story), regia di Jake Kasdan (2007)
- Una carriera a tutti i costi (The Promotion), regia di Steve Conrad (2008)
- Fratellastri a 40 anni (Step Brothers), regia di Adam McKay (2008)
- Aiuto vampiro (Cirque du Freak: The Vampire's Assistant), regia di Paul Weitz (2009)
- Cyrus, regia di Jay Duplass e Mark Duplass (2010)
- Un perfetto gentiluomo (The Extra Man), regia di Shari Springer Berman (2010)
- Terri, regia di Azazel Jacobs (2011)
- Benvenuti a Cedar Rapids (Cedar Rapids), regia di Miguel Arteta (2011)
- ...e ora parliamo di Kevin (We Need To Talk About Kevin), regia di Lynne Ramsay (2011)
- Carnage, regia di Roman Polański (2011)
- Tim and Eric's Billion Dollar Movie, regia di Tim Heidecker e Eric Wareheim (2012)
- Il dittatore (The Dictator), regia di Larry Charles (2012) - cameo non accreditato
- Anchorman 2 - Fotti la notizia (Anchorman 2: The Legend Continues), regia di Adam McKay (2013) - cameo non accreditato
- Life After Beth - L'amore ad ogni costo (Life After Beth), regia di Jeff Baena (2014)
- Guardiani della Galassia (Guardians of the Galaxy), regia di James Gunn (2014)
- Entertainment, regia di Rick Alverson (2015)
- Il racconto dei racconti - Tale of Tales, regia di Matteo Garrone (2015)
- The Lobster, regia di Yorgos Lanthimos (2015)
- Les Cowboys, regia di Thomas Bidegain (2015)
- The Little Hours, regia di Jeff Baena (2017)
- Kong: Skull Island, regia di Jordan Vogt-Roberts (2017)
- I fratelli Sisters (The Sisters Brothers), regia di Jacques Audiard (2018)
- Stanlio & Ollio (Stan & Ollie), regia di Jon S. Baird (2018)
- Holmes & Watson - 2 de menti al servizio della regina (Holmes & Watson), regia di Etan Cohen (2018)
- Licorice Pizza, regia di Paul Thomas Anderson (2021) - cameo
- Stars at Noon - Stelle a mezzogiorno (Stars at Noon), regia di Claire Denis (2022) - cameo
- Testa o croce?, regia Alessio Rigo de Righi e Matteo Zoppis (2025)

#### Televisione
- Fallen Angels – serie TV, episodio 1x04 (1993)
- Tenacious D: The Complete Masterworks – serie TV, episodio 1x03 (1999)
- Cracking Up – serie TV, episodio 1x06 (2004)
- Tim and Eric Awesome Show, Great Job! – serie TV, 27 epis(2007-2017)
- Funny or Die Presents – serie TV, episodi 1x05-2x03 (2010-2011)
- Check It Out! with Dr. Steve Brule – serie TV, 24 episodi (2010-2016)
- Tim & Eric's Bedtime Stories – serie TV, episodio 1x07 (2014)
- Bagboy, regia di Tim Heidecker e Eric Wareheim – film TV (2015)
- Moonbase 8 – serie TV (2020-in corso)
- Winning Time - L'ascesa della dinastia dei Lakers (Winning Time: The Rise of the Lakers Dynasty) – serie TV, 17 episodi (2022-2023)

Videoclip musicali
- Talk About The Blues, The Jon Spencer Blues Explosion (1998)
- Pillow Talking, Lil Dicky (2017)

### Doppiatore

#### Cinema
- 9, regia di Shane Acker (2009)
- Ralph Spaccatutto (Wreck-It Ralph), regia di Rich Moore (2012)
- Bears, regia di Alastair Fothergill e Keith Scholey – documentario (2014)
- Sing, regia di Garth Jennings (2016)
- Ralph spacca Internet (Ralph Breaks the Internet), regia di Phil Johnston e Rich Moore (2018)

#### Televisione
- Tom Goes to the Mayor – serie TV, episodio 2x10 (2006)
- I Simpson (The Simpsons) – serie TV, episodio 19x18 (2008)
- Stone Quackers – serie TV, 12 episodi (2014-2015)

### Sceneggiatore
- Fratellastri a 40 anni (Step Brothers), regia di Adam McKay (2008) - soggetto
- Check It Out! with Dr. Steve Brule – serie TV, 17 episodi (2010-2016)
- Bagboy, regia di Tim Heidecker e Eric Wareheim – film TV (2015)
- Moonbase 8 – serie TV (2020-in corso)

### Produttore
- Check It Out! with Dr. Steve Brule – serie TV, 24 episodi (2010-2016) - produttore esecutivo
- Stone Quackers – serie TV, 12 episodi (2014-2015) - produttore esecutivo
- Bagboy, regia di Tim Heidecker e Eric Wareheim – film TV (2015) - produttore esecutivo
- I fratelli Sisters (The Sisters Brothers), regia di Jacques Audiard (2018)
- Moonbase 8 – serie TV (2020-in corso)

## Teatro
- Furore, da John Steinbeck, adattamento e regia di Frank Galati. Steppenwolf Theatre di Chicago (1988) Ruolo: Noah
- True West, di Sam Shepard, regia di Matthew Warchus. Circle in the Square Theatre di Broadway (2000) Ruoli: Austin / Lee
- Marty (musical), da Paddy Chayefsky, di Rupert Holmes, regia di Mark Brokaw. Huntington Theatre di Boston (2002-2003) Ruolo: Marty Piletti
- Un tram che si chiama Desiderio, di Tennessee Williams, regia di Edward Hall. Roundabout Theatre Company, Studio 54 di Broadway (2005) Ruolo: Stanley Kowalski
- 8, di Dustin Lance Black, regia di Rob Reiner. Wilshire Ebell Theatre di Los Angeles (2012) Ruolo: David Blankenhorn

## Riconoscimenti
- Premi Oscar
  - 2003 – Candidatura per il miglior attore non protagonista per Chicago

- Golden Globe
  - 2003 – Candidatura per il miglior attore non protagonista per Chicago
  - 2008 – Candidatura per il miglior attore in un film commedia o musicale per Walk Hard - La storia di Dewey Cox
  - 2008 – Candidatura per la migliore canzone originale per Walk Hard (Walk Hard - La storia di Dewey Cox)
  - 2019 – Candidatura per il miglior attore in un film commedia o musicale per Stanlio & Ollio

- Boston Society of Film Critics Awards
  - 2002 – Candidatura per il miglior attore non protagonista per Chicago
  - 2011 – Candidatura per il miglior cast per Carnage

- Critics' Choice Awards
  - 2003 – Miglior cast corale per Chicago
  - 2003 – Candidatura per il miglior cast corale per The Hours
  - 2007 – Candidatura per il miglior cast corale per Radio America

- Central Ohio Film Critics Association Awards
  - 2003 – Candidatura per il miglior attore non protagonista per Chicago
  - 2015 – Candidatura per il miglior cast per Guardiani della Galassia

- Grammy Awards
  - 2009 – Candidatura per la miglior canzone scritta per un film, televisione o altri media audio-visivi per Walk Hard (Walk Hard - La storia di Dewey Cox)

- Independent Spirit Awards
  - 2002 – Candidatura per il miglior attore non protagonista per Anniversary Party
  - 2003 – Candidatura per il miglior attore non protagonista per The Good Girl
  - 2011 – Candidatura per il miglior attore protagonista per Cyrus
  - 2012 – Candidatura per il miglior attore non protagonista per Benvenuti a Cedar Rapids

- Las Vegas Film Critics Society Awards
  - 2002 – Miglior attore non protagonista per Chicago, Gangs of New York e The Hours
  - 2007 – Miglior canzone per Walk Hard (Walk Hard - La storia di Dewey Cox)

- Satellite Awards
  - 1998 – Miglior cast per Boogie Nights
  - 1999 – Miglior cast per La sottile linea rossa
  - 2000 – Miglior cast per Magnolia
  - 2003 – Candidatura per il miglior attore non protagonista in un film commedia o musicale per The Good Girl
  - 2010 – Candidatura per il miglior attore in un film commedia o musicale per Cyrus

- Screen Actors Guild Awards
  - 1998 – Candidatura per il miglior cast cinematografico per Boogie Nights
  - 2000 – Candidatura per il miglior cast cinematografico per Magnolia
  - 2003 – Miglior cast cinematografico per Chicago
  - 2003 – Candidatura per il miglior cast cinematografico per The Hours
  - 2005 – Candidatura per il miglior cast cinematografico per The Aviator

- Tony Awards
  - 2000 – Candidatura per il miglior attore protagonista in un'opera teatrale per True West

## Doppiatori italiani
Nelle versioni in italiano delle opere in cui ha recitato, John C. Reilly è stato doppiato da:
- Simone Mori in Boogie Nights - L'altra Hollywood, Gioco d'amore, Magnolia, The Hours, Dark Water, Radio America, Ricky Bobby - La storia di un uomo che sapeva contare fino a uno, Walk Hard - La storia di Dewey Cox, Fratellastri a 40 anni, Aiuto vampiro, ...e ora parliamo di Kevin, Carnage, Kong: Skull Island, I fratelli Sisters, Stanlio & Ollio, Holmes & Watson - 2 de menti al servizio della regina, Moonbase 8, Winning Time - L'ascesa della dinastia dei Lakers
- Franco Mannella in Chicago, The Aviator, Cyrus, Guardiani della Galassia, Il racconto dei racconti - Tale of Tales
- Stefano Mondini in Mai stata baciata, Tenacious D e il destino del rock, Life After Beth - L'amore ad ogni costo
- Roberto Stocchi in Nightwatch - Il guardiano di notte, Una carriera a tutti i costi, Benvenuti a Cedar Rapids
- Claudio Fattoretto in Vittime di guerra, Non siamo angeli
- Pasquale Anselmo in Ma capita tutto a me?, Anniversary Party
- Nino Prester in La tempesta perfetta, Terapia d'urto
- Vittorio De Angelis in Giorni di tuono
- Oreste Baldini in Stato di grazia
- Silvio Anselmo in Ombre e nebbia
- Francesco Fagioli in Hoffa - Santo o mafioso?
- Gianluca Tusco in Buon compleanno Mr. Grape
- Massimo De Ambrosis in Fallen Angels
- Eugenio Marinelli in The River Wild - Il fiume della paura
- Vladimiro Conti in L'ultima eclissi
- Antonio Sanna in Georgia
- Christian Iansante in Sydney
- Luciano Roffi in Boys
- Maurizio Reti in La sottile linea rossa
- Danilo De Girolamo in The Good Girl
- Roberto Draghetti in Gangs of New York
- Massimo Rossi in Criminal
- Manlio De Angelis in Un perfetto gentiluomo
- Francesco Pannofino in Il dittatore
- Luigi Ferraro in The Lobster

Da doppiatore è sostituito da:
- Massimo Rossi in Ralph Spaccatutto, Ralph spacca Internet, Once Upon a Studio
- Franco Mannella ne I Simpson
- Luigi Ferraro in 9
- Luca Ward in Bears
- Massimiliano Alto in Sing